# Britt Dillmann

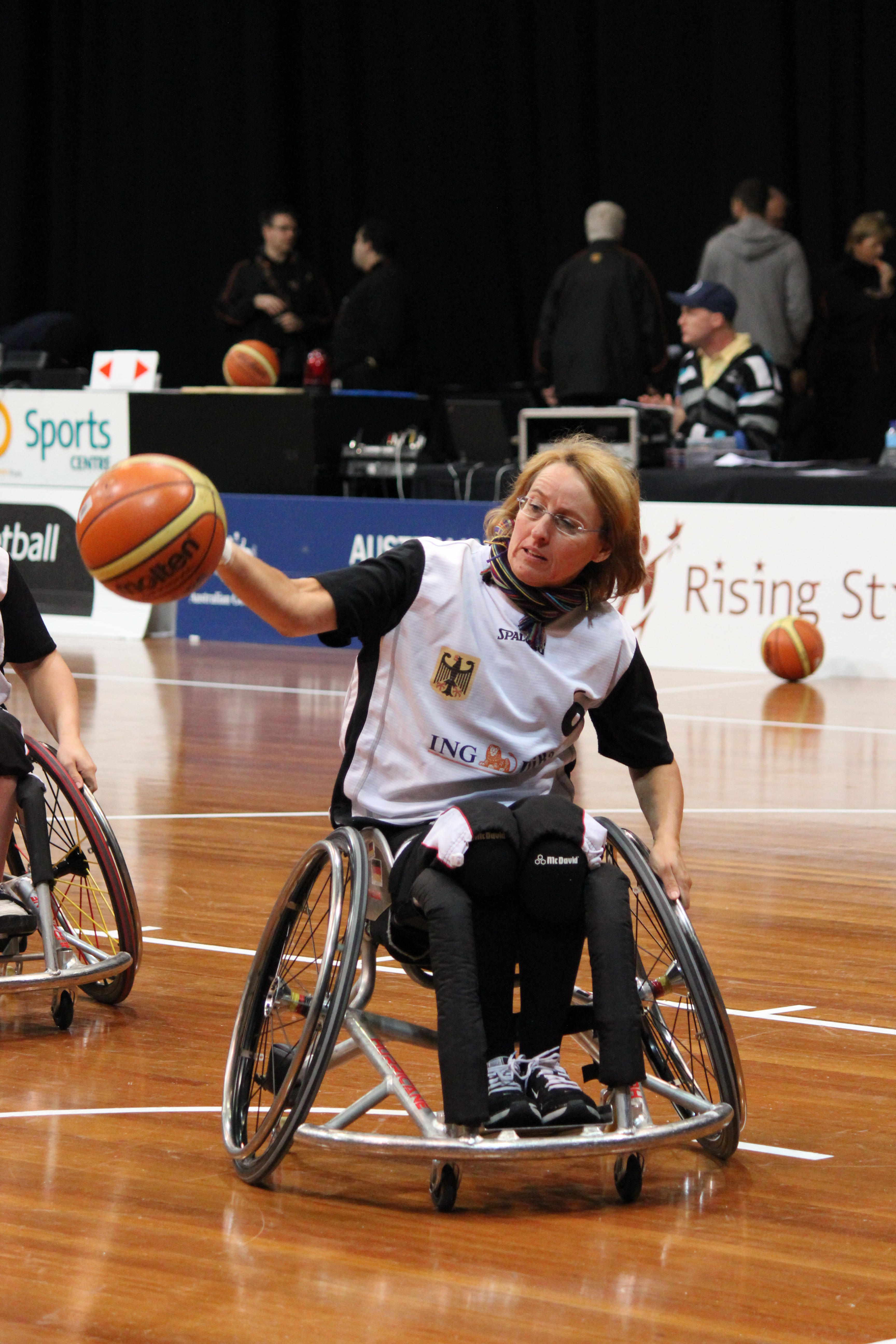
Britt Dillmann 2012

Britt Dillmann, geborene Tuna, (* 4. April 1963) ist eine deutsche Rollstuhlbasketballspielerin.

## Karriere
Sie spielte für die erste Mannschaft des RSV Lahn-Dill und wurde 1987 in Lorient (Frankreich) mit der deutschen Nationalmannschaft Europameisterin. Im Jahr darauf gewann Dillmann mit dem deutschen Team bei den Paralympics im südkoreanischen Seoul die Silbermedaille. Anfang der 1990er Jahre zog sie sich vom Sport zurück.
Im Sommer 2009 begann Dillmann wieder mit dem Sport und kam in die zweite Mannschaft ihres alten Heimvereins RSV Lahn-Dill. Sie schaffte das Comeback in die Nationalmannschaft und wurde 2011 in Nazareth (Israel) Europameisterin. Bei den Sommer-Paralympics 2012 in London gewann Dillmann mit der deutschen Mannschaft die Goldmedaille.
Von Bundespräsident Joachim Gauck wurde Dillmann 2012 mit dem Silbernen Lorbeerblatt ausgezeichnet.